# Not of This Earth (album)
Pour les articles homonymes, voir Not of This Earth.
Albums de Joe Satriani
The Joe Satriani EP
(1984) Surfing with the Alien
(1987)
Not of This Earth est le premier album de Joe Satriani après un EP produit à seulement 500 exemplaires en 1984 intitulé simplement Joe Satriani. Cet album est réédité en 1988 après le succès de l'album Surfing with the Alien.

## Titres
1. Not of This Earth – 3:55
2. The Snake – 4:40
3. Rubina – 5:50
4. Memories – 4:00
5. Brother John – 2:07
6. The Enigmatic – 3:25
7. Driving at Night – 3:30
8. Hordes of Locusts – 4:55
9. New Day – 3:56
10. The Headless Horseman – 1:50

## Musiciens
- Joe Satriani – Guitare, basse, claviers, percussions
- Jeff Campitelli – Batterie, percussions, sifflets
- John Cuniberti - Percussions, chant